# لويس رويز سواريز
لويس رويز سواريز (بالإسبانية: Luis Ruiz Suarez)‏ هو مبشر إسباني، ولد في 21 سبتمبر 1913 في خيخون في إسبانيا، وتوفي في 26 يوليو 2011 في ماكاو في الصين.